# Гудено

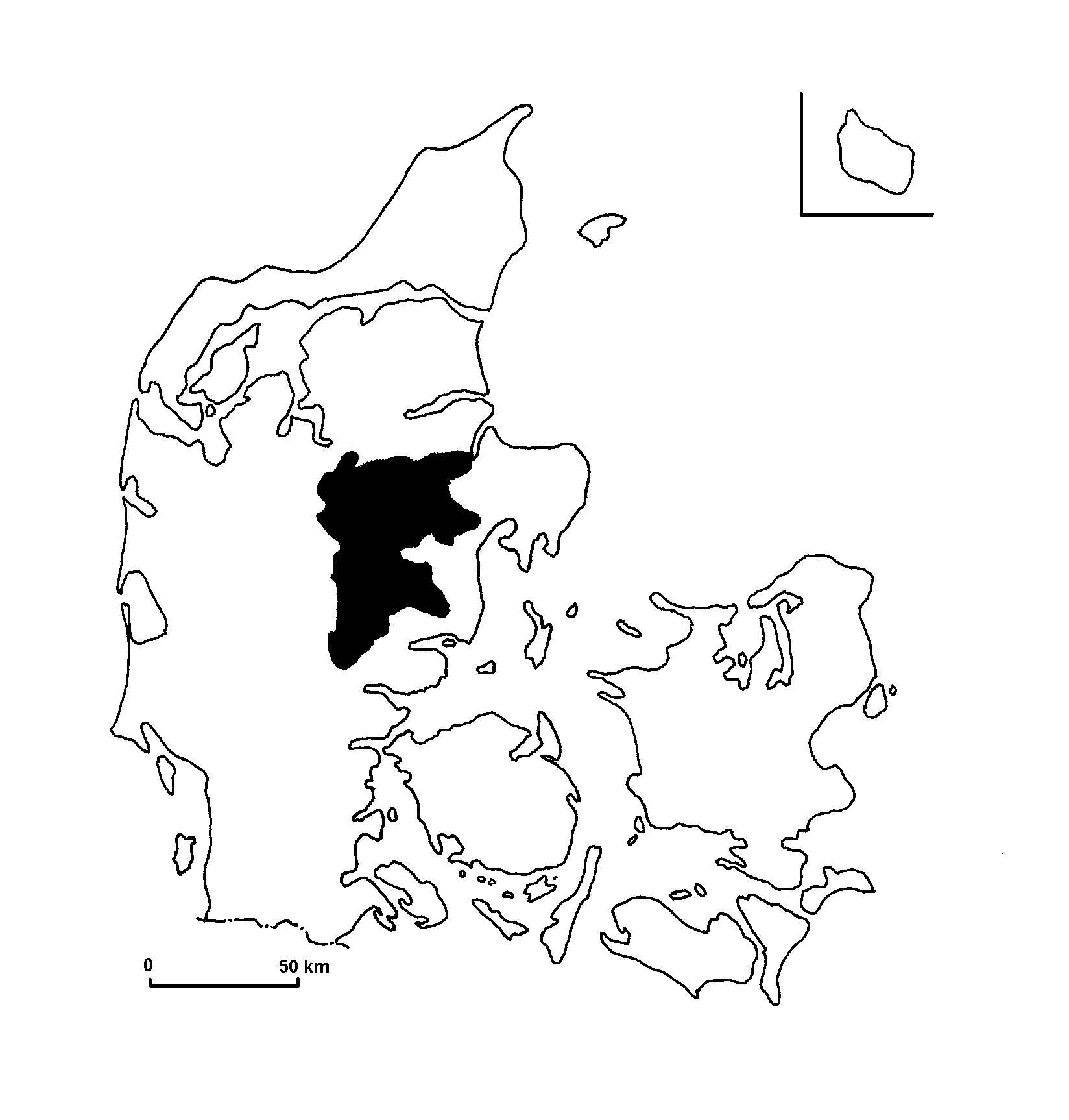
Басейн Гудено

Гу́дено (дан. Gudenåen) — річка на сході Ютландського півострова, найдовша річка в Данії. На Гудено розташовані міста Раннерс (в гирлі) і Сількеборг (в долині), залізнична станція Ланго.

## Особливості
Гудено протікає через декілька озер, впадає в протоку Каттегат. На відміну від більшості інших річок Данії, Гудено судоходна (від порту в Раннерсі). Відомо, що в XV столітті, король Данії Крістофер III Баварський в одному зі своїх збірників правил згадав дозвіл буксирування річкою барж (дан. trækkarle havde lov til at slæbe pramme (såkaldt Kåg), op langs åen med tov).
В XX столітті течія Гудено була використана для отримання гідроенергії. Gudenaacentralen — найбільша гідроелектростанція (ГЕС) в Данії, вона була збудована 8 січня 1921 року і досі виробляє електроенергію за рахунок сили Гудено.